# Ezeiza (município)
Ezeiza é um partido (município) da província de Buenos Aires, na Argentina, do sul da Grande Buenos Aires, Argentina. Forma parte do aglomerado chamado Grande Buenos Aires. Foi criado em 1994 a partir da subdivisão de Esteban Echeverría. Possuía, de acordo com estimativa de 2019, 213.864 habitantes.

## Localidades do Partido
- Ezeiza
- Tristán Suárez
- La Unión
- Carlos Spegazzini
- Aeroporto Internacional Ezeiza
- Canning